# Du är inte klok, Madicken
Du är inte klok, Madicken är en svensk dramafilm från 1979 i regi av Göran Graffman, som tidigare regisserat Den vita stenen och tog över som regissör efter Olle Hellbom, som efter flera tidigare filmatiseringar av Astrid Lindgrens verk bestämt sig för att vila sig och enbart vara producent för filmatiseringen av Madicken.
Filmen är baserad på Astrid Lindgrens böcker Madicken och Madicken och Junibackens Pims.

## Handling
Madicken är en godhjärtad flicka som bor på Junibacken tillsammans med sin lillasyster Lisabet, deras föräldrar och tjänsteflickan Alva. Hon blir upprörd när människor i hennes närhet blir illa behandlade av omvärlden, till exempel när hennes klasskamrat Mia som blir agad av överläraren eller när Alva blir förödmjukad av borgmästarinnan på balen.

## Om filmen

### Visningar
Filmens urpremiär ägde rum på biografen Spegeln i Göteborg den 13 december 1979 och på China i Stockholm den 14 december.
Senare klipptes filmen om till den andra säsongen av TV-serien Madicken, och visades på lördagar mellan den 26 mars och 16 april 1983.

### Video
Filmen släpptes 1989 och 1998 på VHS.
Den restaurerades digitalt 2002 och gavs ut på DVD.

## Rollista
- Jonna Liljendahl – Madicken
- Liv Alsterlund – Lisabet
- Monica Nordquist – mamma Kajsa
- Björn Granath – pappa Jonas
- Lis Nilheim – Alva
- Birgitta Andersson – Emma Nilsson
- Allan Edwall – Emil P. Nilsson
- Sebastian Håkansson – Abbe Nilsson
- Fredrik Ohlsson – borgmästaren
- Yvonne Lombard – borgmästarinnan (sång: Birgitta Andersson)
- Ted Åström – sotaren
- Fillie Lyckow – fröken
- Jan Nygren – överläraren
- Björn Gustafson – doktor Einar Berglund
- Sif Ruud – Linus-Ida
- Karl Ragnar Fredriksson – flygkapten Bengt Billgren
- Karin Miller – barnmorska
- Göran Graffman – Backman, fotografen[7]